# 岸真紀子
岸 真紀子（きし まきこ、1976年3月24日 - ）は、日本の政治家、労働運動家。立憲民主党所属の参議院議員（2期）。自治労の組織内候補で、党内グループ「サンクチュアリ」に所属している。

## 来歴
北海道栗沢町（現・岩見沢市）に生まれる。栗沢町立栗沢小学校、栗沢町立栗沢中学校卒業。1994年（平成6年）3月、北海道岩見沢緑陵高等学校商業科卒業。同年4月、栗沢町役場に奉職。2004年（平成16年）、自治労北海道空知地方本部の女性部長に就任。
2006年（平成18年）3月27日、栗沢町が岩見沢市に編入される。岩見沢市役所庶務課統計係に勤務。
2011年（平成23年）、連合北海道空知地域協議会の副会長に就任。2013年（平成25年）、自治労中央本部の法対労安局長に就任。2015年（平成27年）、同本部の組織対策局長に就任。2017年 （平成29年）、自治労特別中央執行委員に就任。
2018年（平成30年）5月14日、自治労は同月24、25日に開く中央委員会で、次期参院選の立憲民主党候補者として岸の擁立を正式に決めると発表した。
2019年（令和元年）7月21日に行われた第25回参議院議員通常選挙比例区において157,848票を得て、党内トップ当選を果たした。
2020年（令和2年）9月15日、旧立憲民主党、旧国民民主党などが合流し、新「立憲民主党」が設立。岸も新党に参加。
2021年（令和3年）11月2日の枝野の辞任に伴う代表選挙（11月30日実施）では逢坂誠二の推薦人に名を連ねた。
2024年（令和6年）9月23日に実施された代表選挙では枝野幸男の推薦人に名を連ねた。
2025年（令和7年）7月20日に行われた第27回参議院議員通常選挙比例区において145,171票を得て、蓮舫に次ぐ党内2番目の得票を得て再選。

## 政治資金
自治労の関連団体全日本分権自治フォーラムから5500万円を受け取っている。

## 選挙歴
| 当落 | 選挙                     | 執行日         | 年齢 | 選挙区       | 政党         | 得票数     | 得票率 | 定数 | 得票順位 /候補者数 | 政党内比例順位 /政党当選者数 |
| ---- | ------------------------ | -------------- | ---- | ------------ | ------------ | ---------- | ------ | ---- | ------------------ | ---------------------------- |
| 当   | 第25回参議院議員通常選挙 | 2019年07月21日 | 43   | 参議院比例区 | 旧立憲民主党 | 15万7849票 | ーー   | 50   | 1/22               | 1/8                          |
| 当   | 第27回参議院議員通常選挙 | 2025年07月20日 | 49   | 参議院比例区 | 立憲民主党   | 14万7648票 | ーー   | 50   | 2/22               | 2/7                          |